# Beutelsbach (Bajorország)
Beutelsbach település Németországban, azon belül Bajorországban. Lakosainak száma 1225 fő (2023. december 31.). Beutelsbach Aidenbach, Aldersbach, Vilshofen an der Donau, Ortenburg, Haarbach és Egglham községekkel határos.

## Népesség
A település népessége az elmúlt években az alábbi módon változott:
| Lakosok száma | 1110 | 1657 | 975  | 1082 | 1151 | 1103 | 1130 | 1162 | 1196 | 1225 |
|               | 1875 | 1950 | 1975 | 1987 | 2012 | 2014 | 2016 | 2017 | 2021 | 2023 |